# Aek Jabut
Aek Jabut is een bestuurslaag in het regentschap Padang Lawas Utara van de provincie Noord-Sumatra, Indonesië. Aek Jabut telt 292 inwoners (volkstelling 2010).